# 2-я экспедиционная бригада морской пехоты
2-я экспедиционная бригада морской пехоты (2nd Marine Expeditionary Brigade (2nd MEB)) — тактическое соединение Корпуса морской пехоты США.
Бригада входит в состав II экспедиционного соединения морской пехоты (II MEF). Она позиционирует себя как «средние» силы реагирования на кризисы по выбору в районах операций Европейского и Южного командований ВС США. Он способен «действовать независимо, в качестве сервисного компонента или возглавлять оперативную группу». Самодостаточная и совместимая 2-я экспедиционная бригада морской пехоты обладает сочетанием командования и управления, боевой мощи и специализированного материально-технического обеспечения. Действуя в составе больших сил Корпуса морской пехоты, при поддержке Военно-морских сил США и других служб, она может обеспечить оперативный охват.

## История
В 1991 2-е экспедиционное соединение МП провело первое испытание Норвежской воздушно-десантной экспедиционной бригады морской пехоты (Norway Air-Landed Marine Expeditionary Brigade (NALMEB)), полностью состоящей из резервных подразделений Корпуса морской пехоты, когда начиналась операция «Буря в пустыне». Учения получили название Battle Griffin и проходили в феврале — марте 1991 года. В состав сил входили штабная рота и 3-й батальон 25-го полка морской пехоты, рота «Эхо» 4-го разведывательного батальона 4-й дмп и 1-й дивизион 14-го артиллерийского полка морской пехоты (14th Marines) 4-й дмп (батареи управления, «Альфа» и «Браво»).

### Вторжение в Ирак
Примерно во время конференции по планированию в декабре 2002 года командующий I MEF генерал-лейтенант Джеймс Т. Конвей спросил бригадного генерала Ричарда Ф. Натонски, не хотел бы он выбрать другое название для 2-й эбрмп. Будучи специалистом по истории в колледже, Натонски хорошо понимал 
историческую важность того, чем будут заниматься его морские пехотинцы. Осознавая, что он является подразделением сил восточного побережья в составе экспедиционных сил морской пехоты западного побережья, Натонски был заинтригован идеей дать 2-й эбрмп название, напоминающее о наследии 2-й дивизии морской пехоты. Натонски обратился за идеями в Отдел истории морской пехоты, но ни одно из предложений ему не понравилось. Однажды во время посещения здания штаба I MEF, он заметил в холле мемориальную доску посвящённую битве при Тараве. Натонски решил взять для 2-й эбрмп название «Оперативная группа „Тарава“», чтобы название напоминало о легендарном сражении 2-й дивизии морской пехоты с японцами на островах Гилберта в ноябре 1943 года.
Для проведения операции «Иракская свобода» 2-я эбрмп стала оперативной группой «Тарава» (Task Force Tarawa) под командованием бригадного генерала Ричарда Ф. Натонски. Численность бригады на 23 марта 2003 года составляла 5800 человек (по другим данным 7100). 2-й полк морской пехоты вместе с управлением 2-й экспедиционной бригады морской пехоты и при непосредственной поддержке 22-го батальона материально-технического обеспечения боевых действий (CSSB-22) сформировали оперативную группу «Тарава» и стала одной из наземных боевых единиц 1-го ЭСМП. 2-я эбрмп участвовала в захвате городов Насирия, Амара, Дивания и Кут и разгромила иракскую 11-ю пехотную дивизию, остатки 51-й механизированной дивизии и различные военизированные формирования иракцев.

### Война в Афганистане
В ходе войны в Афганистане 2-я эбрмп стала оперативной группой «Летернек» (Leatherneck) во время развёртывания в 2009—10 годах в Афганистане Международных сил содействия безопасности НАТО (ISAF). В 2010 году оперативная группа «Летернек» возглавила как операцию «Удар меча», так и операцию «Моштарак» — крупнейшие сражения с начала Афганской кампании.
Управление 2-й эбрмп было повторно активировано 20 ноября 2012 года в Кэмп-Лежене, штат Северная Каролина. Подразделение спроектировано как «масштабируемый, постоянный, совместимый и готовый к развёртыванию штаб, который также может обеспечить введение дополнительных сил, если потребуется».

## Состав
Во время вторжения в Ирак в 2003 году бригада имела в своём составе:
- управление (A Command Element)
- Рота Альфа 8-го батальона связи 2-го ЭСМП (Company A, 8th Communication Battalion)
- Отряд 2-го батальона военной разведки 2-го ЭСМП (Detachment, 2nd Intelligence Battalion)
- Отряд 2-го радио батальона 2-го ЭСМП (Detachment, 2nd Radio Battalion)
- Полковая боевая группа 2 (Regimental Combat Team 2)
  - 1-й батальон 2-го полка морской пехоты (1st Battalion, 2nd Marines (1/2))
  - 2-й батальон 8-го полка морской пехоты (2nd Battalion, 8th Marines (2/8))
  - 2-й батальон 6-го полка морской пехоты (2nd Battalion, 6th Marines (2/6))
  - 3-й батальон 2-го полка морской пехоты (3rd Battalion, 2nd Marines (3/2))
  - 1-й дивизион 10-го артиллерийского полка морской пехоты (1st Battalion, 10th Marines (1/10))
  - Рота Чарли 2-го механизированного разведывательного батальона (Company C, 2nd Light Armored Reconnaissance Battalion)
  - Рота Альфа 2-го разведывательного батальона (Company A, 2nd Reconnaissance Battalion)
  - Рота Альфа 2-го амфибийно-штурмового батальона (Company A, 2nd Assault Amphibian Battalion) (придана 1-му батальону 2-го полка МП)
  - Рота Альфа 8-го танкового батальона (Company A, 8th Tank Battalion)
  - Рота Альфа 2-го инженерно-сапёрного батальона (Company A, 2nd Combat Engineer Battalion)
  - Рота Альфа 6-го батальона инженерной поддержки  (Company A, 6th Engineer Support Battalion)
- 28-я группа управления воздушным движением (Marine Air Control Group 28)
  - 2-й маловысотный дивизион ПВО (2nd Low Altitude Air Defense Battalion)
  - 1-я эскадрилья воздушного обеспечения морской пехоты (Marine Air Support Squadron 1)
- 29-я авиационная группа морской пехоты (Marine Aircraft Group 29)
  - 20-я эскадрилья тылового обеспечения авиации морской пехоты (Marine Aviation Logistics Squadron 29)
  - 464-я тяжёлая вертолётная эскадрилья морской пехоты (HMH-464)
  - 269-я лёгкая ударная вертолётная эскадрилья морской пехоты (HMLA-269)
  - 162-я средняя вертолётная эскадрилья морской пехоты (HMM-162)
- 22-й батальон материально-технического обеспечения боевых действий (Combat Service Support Battalion 22)

ВВТ: 81 боевой летательный аппарат; 46 AAV7; 24 LAV-25; 14 танков M1 «Абрамс»; 18 гаубиц M198; 2 контрбатарейных радара, и 2 машины РХБЗ Fox.